# 刘道玉
刘道玉（1933年11月24日—），原名刘道雨，字叔嘉，笔名路石，湖北枣阳人，中国教育家、化学家、社會活動家。曾任中華人民共和國教育部高等教育司司長、武漢大學校長等職務。
刘道玉任高教司司长期间，为恢复统一高考起到了很大的作用。1981年至1988年任武汉大学校长，从教学内容到管理体制率先推行了一系列改革措施：学分制、主辅修制、插班生制、导师制、贷学金制、学术假制等等，拉开了中国高等教育改革的序幕，其改革举措在国内外产生了重大影响。

## 生平

### 早年
刘道玉出生于湖北枣阳县蔡阳乡北大刘家坡的一户普通农民家庭，家中兄弟三人，排行老三。原名刘道雨，8岁入蔡阳私塾发蒙，先生将其改名为道玉，并冠字叔嘉。后就读于蔡阳铺中心小学、襄阳二中、襄阳联中、枣阳中学、襄阳高中。

### 初入武大与留学苏联
1953年10月考入武汉大学化学系，1955年成为武汉大学脱产专门从事肃反的学生干部,1956年评为湖北省高等学校肃反积极分子,1957年班上反右领导小组组长、四清工作团副团长，1958年8月毕业后留校任教，任助教。1961年1月1日与同学高伟结婚，随后到北京在留苏预备部学习，并到苏联科学院元素有机化学研究所留学，留苏时是支部书记和学生会主席。因中苏关系恶化，1963年7月中断学习回国，未获得学位。

### 再入武大
回国后仍返武汉大学化学系任教，任讲师。1966年5月被任命为武汉大学副教务长，随即文革爆发，先后任校文革教育组组长、武汉教职工战斗兵团司令、北京大学文革联络组组长、工宣队任命的校教改组组长。1973年7月任中国共产党第十次全国代表大会代表。文革后期任校党委副书记。

### 任职教育部
1977年5月借调北京，任国家教育部党组成员兼高等教育司司长，1978年末患肺炎后病休。任职期间，主持多次高校工作会议，对全国高校的拨乱反正如恢复高考、恢复研究生招生制度等起过重要作用。

### 重返武大，任职校长
1979年5月辞去高等教育司司长职务，仍回武汉大学，先后任党委副书记、常务副校长，同时坚持化学研究，1982年8月及1985年5月先后被评为副教授及教授。
1981年8月21日任武汉大学校长，是当时中国重点大学中最年轻的校长。他倡导自由民主的校园文化，从教学内容到管理体制率先推行了一系列改革措施：学分制、主辅修制、转学制、插班生制、导师制、贷学金制、学术假制等等，拉开了中国高等教育改革的序幕，其改革举措在国内外产生了重大影响。1983年5月28日至30日，中国高等教育学会在北京召开成立大会，大会选举了第一届理事会成员，他出任常务理事。
由于受到教育部、湖北省和武汉大学三方保守势力的阻挠，1988年2月10日，刘道玉被国家教委干部局负责人奉命宣布免去武汉大学校长职务，但刘道玉却被广大知识分子和人民群众誉为“永远的校长”、“武汉大学的蔡元培”。
在此期间，还兼任的职务有：1983年5月－1993年9月任武汉市人民政府第一、第二届咨询委员会主任；1988年5月－1999年2月，任武汉东湖新技术开发区专家委员会主任；1988年10月，被聘为中国科学院金属有机开放实验室学术委员会委员。

### 八九学运
八九学潮时，刘道玉已无职务，只能劝阻学生出校，并联名上书要求高层与学生对话。事后党员重新登记时，竟未获通过。

### 卸任后
刘道玉卸职后，除继续从事化学研究外，主要研究教育。1994年3月8日，武汉路石教育改革基金会（后改称湖北省刘道玉教育基金会）成立，任理事长。并出任私立武汉新世纪外国语学校校长。
2012年，已经退休多年的刘道玉表示反对武汉大学庆祝“120周年校庆”（事实上的武汉大学校史只可追溯到1913年），把校史溯源至1893年的自强学堂，“连学校的校史都不能求实，何以能坚持实事求是的校风，树立诚信的价值观呢？”

## 研究成果
刘道玉除任职校长外，其主要研究成果在化学和教育理论两方面。
在化学方面，主要研究金属有机化学。先后承担了国家自然科学重大基金、“863”高技术和攀登计划项目等多项重点项目。在国内外发表学术论文近100篇，部分获优秀论文奖。
在教育方面，从事高等教育改革理论与实践研究，先后出版了《高等教育改革的理论与实践》、《知识·智力·创造力》、《创业与人生设计》、《爱的学校》等10多部著作并在报刊上发表了150多篇文章。1983年撰写的《要重视大学生智力培养》获湖北省高等教育研究会优秀论文一等奖；《高等教育改革的理论与实践》获湖北省优秀社科图书三等奖；《教育经济学研究》获全国教育成果一等奖。《爱的学校》获武汉市第二届教育科研成果一等奖（1997）。2004年11月在《学习月刊》第11期发表《我们需要怎样的大学校长》。